# Comuna Sângeru, Prahova
Sângeru este o comună în județul Prahova, Muntenia, România, formată din satele Butuci, Mireșu Mare, Mireșu Mic, Piatra Mică, Sângeru (reședința) și Tisa.

## Geografie
Comuna se află în estul județului, la limita cu județul Buzău, pe malurile Cricovului Sărat și ale afluenților acestuia Salcia și Sărățica. Este străbătută de șoseaua județeană DJ102C, care o leagă spre sud-vest de Apostolache, Gornet-Cricov, Iordăcheanu, Urlați și Albești-Paleologu (unde se termină în DN1B) și spre nord-est în județul Buzău de Cislău (unde se termină în DN10). La Butuci, din acest drum se ramifică șoseaua județeană DJ235, care duce spre est la Lapoș, iar la Sângeru se ramifică șoselele județene DJ238, care duce spre sud la Tătaru; și DJ234, care duce spre nord la Salcia.

## Demografie
Componența etnică a comunei Sângeru
     Români (66,29%)
     Romi (25,74%)
     Alte etnii (0%)
     Necunoscută (7,97%)
Componența confesională a comunei Sângeru
     Ortodocși (81,49%)
     Penticostali (8,43%)
     Alte religii (1,84%)
     Necunoscută (8,24%)
Conform recensământului efectuat în 2021, populația comunei Sângeru se ridică la 5.230 de locuitori, în scădere față de recensământul anterior din 2011, când fuseseră înregistrați 5.449 de locuitori. Majoritatea locuitorilor sunt români (66,29%), cu o minoritate de romi (25,74%), iar pentru 7,97% nu se cunoaște apartenența etnică. Din punct de vedere confesional, majoritatea locuitorilor sunt ortodocși (81,49%), cu o minoritate de penticostali (8,43%), iar pentru 8,24% nu se cunoaște apartenența confesională.

## Politică și administrație
Comuna Sângeru este administrată de un primar și un consiliu local compus din 15 consilieri. Primarul, Gheorghe Radu[*], de la Partidul Social Democrat, este în funcție din 2012. Începând cu alegerile locale din 2024, consiliul local are următoarea componență pe partide politice:
|  | Partid                          | Consilieri | Componența Consiliului | Componența Consiliului | Componența Consiliului | Componența Consiliului | Componența Consiliului | Componența Consiliului | Componența Consiliului | Componența Consiliului | Componența Consiliului | Componența Consiliului | Componența Consiliului |
|  | ------------------------------- | ---------- | ---------------------- | ---------------------- | ---------------------- | ---------------------- | ---------------------- | ---------------------- | ---------------------- | ---------------------- | ---------------------- | ---------------------- | ---------------------- |
|  | Partidul Social Democrat        | 11         |                        |                        |                        |                        |                        |                        |                        |                        |                        |                        |                        |
|  | Partidul Național Liberal       | 2          |                        |                        |                        |                        |                        |                        |                        |                        |                        |                        |                        |
|  | Alianța pentru Unirea Românilor | 2          |                        |                        |                        |                        |                        |                        |                        |                        |                        |                        |                        |

## Istorie
Legenda spune că vatra satului s-a format în locul unde exista un sânger (specie de arbore). Denumirea Sângeru apare în documente abia după 1750 și se pare că se trage de la dejugătoarea din preajma unui arbust de sânger, care depășea proporțiile normale ale unei plante de acest soi (din familia cornaceelor), înalt până la 4 m, cu ramuri purpurii (uneori pe o parte verzui), frunze opuse, ovale sau eliptice, flori albe în cime umbeliforme și cu fructe drupe sferice negricioase – (Cornus sanguinea).
Dintr-un hrisov dat de Matei Basarab mănăstirii Apostolache, la 25 iul. 1652, reiese că vechiul nume al localității Sângeru era: Fundeni (vezi DIR, XVII, vol. 1, l. 380-381 și 510, vol. 2, p. 436-450). Denumirea aceasta, se pare, este mai veche și explică situarea comunei în cadrul județului. În acest caz, ea apărea în documentele Țării Românești de pe la începutul veacului al XV-lea. Faptul că acesta era vechiul său nume e confirmat și de o însemnare din 5 mai 1749 de pe vremea lui Grigore Ghica.
Se știe însă că în satul component Tisa (înspre Mârlogea – Apostolache) se presupune să fi existat, în sec. IV a.H. – I p.H., o cetate dacică, unică în zonă.Cunoaștem și un hrisov, din 17 aprilie 1631, semnat de Leon Tomșa, prin care voievodul întărea lui Nedelco vii în dealul Bobului și ocini în Fundeni (DRH, XXIII, 364-367).
Apoi, avem știre despre Sângeru din „memoriile” (1788) generalului Bauer, din „Istoria Daciei” (1815) lui D. Fotino, precum și din Analele parlamentare din 1831, când se specifica apartenența localității plaiului Despre Buzău a fostului județ Saac și se preciza că avea o populație de 100 de familii.
DTSR (1872) amintea Sângeru drept comună a plășii Cricov, având în componență și satele: Butuci și Lapoșul Vechi.
Dicționarul General al Județului Prahova (1897), parte din Marele Dicționar Geografic al Romîniei, menționa Sângeru drept comună a plășii Podgoria, având în subordine și satele Butuci și Mireș. Se preciza, de asemenea, că în urma reformei agrare din 1864 fuseseră împroprietăriți 336 locuitori. La sfârșitul secolului al XIX-lea, conform acestei surse, în comună trăiau 2095 de locuitori, și existau acolo o moară cu aburi, o școală și patru biserici ortodoxe — două în Sângeru (una fondată de Alecu Văcărescu în 1816 și alta fondată de Dumitrache Mârzescu în 1723), una în Mireșul fondată de Anica Văcărescu și fratele său Pană Băbeanu în 1851 și o a patra în Butuci.

#### 1907
În dimineața zilei de 15 martie 1907, atrași de „sunetele clopotelor bisericii și ale trompetelor”, câteva sute de țărani din Sângeru s-au strâns la Primărie unde, după ce au rupt contractele de învoieli agricole – luate cu forța din mâinile secretarului „... au devastat casele proprietăților Filip Corlătescu și M(ișu) Băbeanu, trecând și în comuna Lapoș... unde au devastat și casele proprietarului M(ihalea) Georgescu” pe care „l-au schingiuit în mod oribil și grație preotului din sat a scăpat de a nu fi omorât, acesta închizându-l în biserica din sat”, precizează ziarul „Adevărul” (Din Buzău și Prahova, Adevărul, an. XX, nr. 6301 din 9/22 mart. 1907). Înștiințate între timp, autoritățile trimit pentru reprimarea răscoalei două companii din Regimentul 32 Mircea și un escadron de cavalerie. Astfel, grație forței, încercările răsculaților de a-și face singuri dreptate au fost înăbușite. S-a deschis „acțiune publică de parchet contra unui număr de 104 țărani, din care sunt arestați 27”, numai la Sângeru 
În satul Sângeru există ca monument istoric Biserica cu hramul Sf. Andrei - Sângeru, construită în secolul al XVIII-lea(1793) si restaurată în anii '90, precum și un muzeu de istorie. Acesta se găsește în conacul ridicat în a doua jumătate a secolului secolul al XVIII-lea (1793) de boierul Andrei Bozianu, vistiernic și apoi stolnic în sfatul domnesc. Clădirea, bine conservată, este reprezentativă pentru arhitectura rezidențială rurală de sfârșitul evului mediu românesc. Edificiul cu ziduri masive a fost construit din zidărie de piatră în alternanță cu cărămidă. În prima din cele patru încăperi ale edificiului a fost prezentată evoluția istorică a comunității sătești ilustrată de materiale arheologice care atestă locuirea zonei începând din epoca bronzului și în epoca geto-dacică "clasică" (secolele al III-lea–I î.e.n.) și mileniul I e.n. (secolele al II-lea–al III-lea și al V-lea–al VII-lea e.n.). O serie de documente, obiecte și fotografii încearcă să reconstituie viața economico-socială și culturală a comunei de la prima atestare documentară (secolul al XVIII-lea) și până în secolul al XX-lea. Următoarele două încăperi sunt dedicate prezentării specificului etnografic al zonei: port, ocupații etc. În ultima încăpere, cu ajutorul unei game diverse de obiecte de cult: cărți vechi bisericești, icoane, odoare etc. s-a încercat prezentarea vieții spirituale a satului. Cele mai multe din aceste piese aparțin Parohiilor Sângeru și Mireș, care au dat în custodie acest patrimoniu, în vederea valorificării sale expoziționale.
În satul Sângeru exista, de asemenea, două monumente ridicate: unul în memoria țăranilor cazuti la Răscoala țărănească din 1907(vis-a-vis de primarie; când, se spune, că în sat curgea pe șanțuri vinul boierilor), celălalt ridicat în memoria eroilor locali din Primul Război Mondial (în centrul satului, sub forma de obelisc).

### După Primul Război Mondial
În perioada interbelică, comuna se găsea în aceeași componență în plasa Podgoria din județul Prahova, cu 2826 locuitori. În 1950, a fost arondată raionului Urlați din regiunea Prahova și apoi din 1952 raionului Mizil din regiunea Ploiești. În 1968, la reînființarea județelor, a revenit la județul Prahova, și i-a fost arondat și satul Tisa (până atunci, în comuna Apostolache).

## Monumente istorice
În comuna Sângeru se află curtea boierilor Bozianu (1793) din satul de reședință, monument istoric de arhitectură de interes național, ansamblu alcătuit din conacul Bozianu, biserica „Sfântul Andrei”, turnul-clopotniță și zidul de incintă.
În rest, alte două obiective din comună sunt incluse în lista monumentelor istorice din județul Prahova ca monumente de interes local, ambele aflate în satul Sângeru și clasificate ca monumente memoriale sau funerare: două cruci de pomenire, din piatră, una din secolul al XVIII-lea, aflată în centrul satului, la marginea drumului spre școală; și o a doua, din 1847, aflată la marginea estică a satului, pe marginea drumului spre Salcia și Lapoș.

## Economie
Numărul mediu de salariați

Numărul mediu de salariați în 2006 a fost de 77 de persoane dintre care:
- 1 persoană în agricultură;
- 2 persoane în industrie;
- 8 persoane în comerț;
- 4 persoane în transport, depozitare, comunicații;
- 1 persoană în activități bancare;
- 8 persoane în activitatea publică și asistență socială;
- 56 persoane în învățământ;
- 2 persoane în alte ramuri

Agricultură

Agenții economici din agricultură sunt două societăți comerciale și 1813 gospodării ale populației.
Poziția localității în cadrul județului din punct de vedere al suprafetei agricole este pe locul 44 

Suprafața agricolă

Suprafața agricolă dupa modul de folosință, în anul 2006:
- arabilă - 561 ha
- livezi și pepiniere pomicole - 471 ha
- vii și pepiniere viticole - 47 ha
- pășuni - 1121 ha
- fânețe - 304 ha

Suprafețe cultivate – ha

- grâu și secară - 43 ha
- porumb boabe - 395 ha
- cartofi - 50 ha
- legume - 50 ha

Produse obținute - tone

- grâu și secară - 65 tone
- porumb boabe - 198 tone
- cartofi - 300 tone
- legume - 165 tone
- struguri - 175 tone
- fructe - 276 tone

## Cultură
În comuna Sângeru numărul de unități de învățământ este :
- 4 gradinițe;
- 5 școli de învățământ primar și gimnazial;
- 1 școală profesională,complementară și de ucenici.

Populația totală ce frecventează școala a fost de 836 persoane, dintre care
- 121 copii înscrisi în gradinițe;
- 633 elevi înscriși în învățământul primar și gimnazial;
- 82 elevi înscriși în școli profesionale, complementare și de ucenici.

Cadrul didactic în anul 2006 a fost format din 46 de persoane; 6 persoane în grădinițe și 40 de persoane în școli. Baza materială a învățământului reprezintă 27 de săli de clasă; 1 laborator școlar și 1 laborator școlar.

În total se înregistrează 3 biblioteci din care una publică, iar în anul 2006 numărul abonamentelor radio a ajuns la numărul de 1469 iar cel al abonamentelor tv la 1541

## Personalități
- Ieronim Tataru (n. 1937), critic și istoric literar
- Lucian Avramescu (1948-2021), poet și jurnalist